# Кирз, Нашон
НаШо́н Кирз (англ. NaShawn Kearse; 2 октября 1972, Бруклин, Нью-Йорк, Нью-Йорк, США) — американский актёр.

## Биография и карьера
НаШон Кирз родился 2 октября 1972 года в Бруклине (Нью-Йорк, штат Нью-Йорк, США).
Кирз появился на телевидении в сериале HBO «Красавцы» в роли двоюродного брата рэпера Сайгона; и в «Щите».
Кирз играл роль второго плана в сериале ABC «Отчаянные домохозяйки», заменив уволенного Пейджа Кеннеди в роли Калеба Эпплуайта, беглеца, находящегося в плену в подвале его матери (Элфри Вудард).
До «Отчаянных домохозяек», Кирз сыграл роли в фильмах «Нью-йоркское такси», «Марси Икс», «Черта Бронкса», а также стал «голосом» пешехода в видеоигре «Grand Theft Auto: San Andreas». Кирз снялся в фильме 2007 года «Мой брат» вместе с Ванессой Уильямс. В течение нескольких лет в конце 1990-х и начале 2000-х годов, Кирз регулярно появлялся в «Поздним вечером с Конаном О'Брайеном».

## Избранная фильмография
| Год       |    | Русское название                      | Оригинальное название         | Роль                    |
| --------- | -- | ------------------------------------- | ----------------------------- | ----------------------- |
| 2002      | с  | Закон и порядок: Преступное намерение | Law & Order: Criminal Intent  | Эрик Уолтерс            |
| 2003      | ф  | Марси Икс                             | Marci X                       | Каунтрелл               |
| 2004      | ф  | Нью-йоркское такси                    | Taxi                          | Полицейский в Гарлеме   |
| 2004      | ки | Grand Theft Auto: San Andreas         | Grand Theft Auto: San Andreas | Пешеход                 |
| 2005—2006 | с  | Отчаянные домохозяйки                 | Desperate Housewives          | Калеб Эпплуайт          |
| 2005—2006 | с  | Красавцы                              | Entourage                     | Двоюродный брат Сайгона |
| 2006      | с  | Щит                                   | The Shield                    | Рубин                   |
| 2007      | с  | Клан Сопрано                          | The Sopranos                  | Джамил                  |
| 2014—2015 | с  | Моцарт в джунглях                     | Mozart in the Jungle          | Громкий сосед           |